# Озёрное (Приморский край)
Озёрное — село в Яковлевском районе Приморского края, входит в состав Яблоновского сельского поселения.

## География
Село расположено между правым берегом реки Арсеньевка и левым берегом реки Уссури в месте впадения в неё реки Загорная.
От села Николо-Михайловка к селу Озёрное идёт автодорога (до Бельцово). Расстояние до Николо-Михайловки 7 км, до районного центра Яковлевка (через Покровку) около 43 км. От Озёрного на восток идёт дорога к селу Орлиное, расстояние около 3 км.

## Население
| 2001 | 2002 | 2010 | 2019 |
| ---- | ---- | ---- | ---- |
| 258  | ↘235 | ↘167 | ↘121 |

## Улицы
| - ул. Комсомольская, - ул. Проточная, - ул. Советская, - ул. Школьная, - пер. Школьный. |